# Сексология
Сексологията е наука, която се занимава с въпросите на пола и половото общуване, на закономерностите, на които те са подчинени, и разстройствата, свързани с половата дейност. Сексологията е дял на науките психология и биология. Философът Мишел Фуко нарича сексологията още сексуална наука, scientia sexualis, и прави разграничението, че сексологията не се интересува от удоволствието в сексуалния акт, а от самото биологическо функциониране на акта.

## Обект и предмет
Сексологията е наука за пола и възпроизводството на живите организми. Етимологията на думата произлиза от глагола половя, разполовявам, а думата секс е от латинския глагол seco, който също означава сека, разсичам и разделям. Предметът на сексологията е свързана с половия живот на човека и с всички негови биологични, психични и социални отношения, тя е наука за половата двойка и отношенията вътре в нея.
Сексологията разглежда общото развитие на половия живот и на половите взаимоотношения до възникване на човека – филогенетично, и на равнището на човека, в човешкото общество. Специалната сексология разглежда индивидуалното развитие на половата функционална система и на половото поведение на човека – първо – до раждането (онтогенетично), през различните възрастови преходи на индивида и в копулативния цикъл, при функционирането на половата двойка.
Като приложна сексология, науката се дели на медицинска сексология (патосексология), която разглежда причините, развитието, клиниката, диагностиката, лечението и профилактиката на половите разстройства; и на педагогична сексология – която разглежда проблемите на половата просвета и възпитание, брачното и семейното партньорство, проблемите на половия живот в армията и спорта и др.